# Calslagen
Calslagen (52° 14′ N, 4° 44′ L) é uma cidade dos Países Baixos, na província de Holanda do Norte. Calslagen pertence ao município de Aalsmeer, e está situada a 9 km, a sul de Hoofddorp.
A área de Calslagen, que também inclui as partes periféricas da cidade, bem como a zona rural circundante, tem uma população estimada em 550 habitantes.